# Henselscher Ring
Ein Ring {\displaystyle A} heißt henselscher Ring (nach K. Hensel) bzgl. eines maximalen Ideals {\displaystyle {\mathfrak {m}}}, falls die Aussage des henselschen Lemmas bezüglich der Reduktion nach {\displaystyle k=A/{\mathfrak {m}}} gilt.
 Wichtigstes Beispiel sind Bewertungsringe vollständig bewerteter Körper. Das maximale Ideal ist in diesem Fall die Menge aller Elemente mit Bewertung {\displaystyle v(x)>0}.